# Pierre Clement Augustin Dangeard
Pierre Clément Augustin Dangeard ( Ségrie , 23 de noviembre de 1862-10 de noviembre de 1947, ibíd.) fue un botánico, pteridólogo, algólogo, y micólogo francés; consagrándose al estudio de la reproducción de las setas.

## Biografía
Perdió a su padre, cultivador, a los dos años. Dangeard estudió en la "Escuela Normal Primaria de Alençon, entre 1878 y 1881. El sacerdote de la ciudad donde era maestro le enseñó latín. Obtuvo su bachillerato, y luego su licenciatura, y finalmente su doctorado en 1886. Así es nombrado Jefe de Trabajos de botánica à la Facultad de Ciencias de Caen donde fue preparador desde 1883.
Se casó con Henriette Labrosse, hija de un almirante, de quien tuvo cuatro hijos, como el algólogo Pierre J.L. Dangeard (1895-1970) y el geólogo Louis Dangeard (1898-1987).
En 1891, fue profesor adjunto de botánica en la Universidad de Poitiers, para, en 1894, profesor titular. En 1908, se hizo cargo de cursos en la Facultad de Ciencias de París, y en 1921, profesor titular; retirándose en 1934.

## Algunas publicaciones
- 1907. Le Botaniste. Ed. Université de Bordeaux I, Laboratoire de Botanique

### Libros
- 1899. Études sur la cellule: son évolution, sa structure, son mode de reproduction. Ed. Doin. 292 pp.
- 1901. Etude comparative de la zoospore et du spermatozoide. 42 pp.
- 1931. Mémoire sur la terminologie des éléments cellulaires et son application a l'étude des champignons. 176 pp.
- 1947. Cytologie végétale et cytologie générale. Ed. P. Lechevalie. 611 pp.

## Honores
Fue elegido miembro de la Academia de las Ciencias francesa en 1917; y también fue miembro de diversas sociedades científicas como la Sociedad Botánica de Francia (la que presidió de 1914 a 1917), la Sociedad Micológica de Francia, etc. Y fue fundador de la revista Le Botaniste, en 1887.
Recibió otros diversos honores como la Legión de honor y el título de doctor honoris causa de la Universidad de Cambridge.